# Верхнемишкино
Верхнемишкино — опустевший поселок в Курагинском районе Красноярского края в составе   Можарского сельсовета.

## География
Находится  примерно в  38 километрах по прямой на северо-восток от районного центра поселка Курагино.

## Климат
Климат резко континентальный с холодной зимой и жарким летом, суровый, с большими годовыми и суточными амплитудами температуры. Среднегодовая температура воздуха— 1,5°С. Зима суровая и продолжительная. Морозы доходит до минус 40°С. Лето теплое, продолжается свыше двух месяцев. Безморозный период длится 106 дней; дней с температурой 5°С и более — 129. Среднегодовая температура колеблется от 0°С до минус  1°С. Продолжительность безморозного периода от 105 дней до 97 дней. Количество осадков 320—500 мм. Максимум осадков приходится на лето.

## Население
Постоянное население составляло 0 человек в  2010 году. 